# Догерті (округ, Джорджія)
Шаблон:StateAbbr_ 31°32′ пн. ш. 84°13′ зх. д. / 31.54° пн. ш. 84.22° зх. д.
Округ Догерті (англ. Dougherty County) — округ (графство) у штаті Джорджія, США. Ідентифікатор округу 13095.

## Історія
Округ утворений 1853 року.

## Демографія
За даними перепису
2000 року
загальне населення округу становило 96065 осіб, зокрема міського населення було 83190, а сільського — 12875.
Серед мешканців округу чоловіків було 44800, а жінок — 51265. В окрузі було 35552 домогосподарства, 24293 родин, які мешкали в 39656 будинках.
Середній розмір родини становив 3,13.
Віковий розподіл населення поданий у таблиці:
| Стать    | До 15 років | 15-21 | 22-29 | 30-39 | 40-49 | 50-65 | 65-85 | Понад 85 |
| -------- | ----------- | ----- | ----- | ----- | ----- | ----- | ----- | -------- |
| Чоловіки | 11103       | 5682  | 5484  | 6006  | 6050  | 6295  | 3873  | 307      |
| Жінки    | 10927       | 6115  | 5942  | 6877  | 7027  | 7349  | 6083  | 945      |

## Суміжні округи
- Лі – північ
- Ворт – схід
- Мітчелл – південь
- Бейкер – південний захід
- Калгун – захід
- Террелл – північний захід

## Виноски
1. ↑  U.S. Decennial Census. United States Census Bureau. Архів оригіналу за 26 квітня 2015. Процитовано 22 червня 2014.
2. ↑  Historical Census Browser. University of Virginia Library. Архів оригіналу за 1 вересня 2019. Процитовано 22 червня 2014.
3. ↑  Population of Counties by Decennial Census: 1900 to 1990. United States Census Bureau. Архів оригіналу за 2 лютого 2019. Процитовано 22 червня 2014.
4. ↑  Census 2000 PHC-T-4. Ranking Tables for Counties: 1990 and 2000 (PDF). United States Census Bureau. Архів оригіналу (PDF) за 6 вересня 2019. Процитовано 22 червня 2014.
5. ↑  State & County QuickFacts. United States Census Bureau. Архів оригіналу за 3 липня 2011. Процитовано 22 червня 2014.(англ.) Наведено за англійською вікіпедією.
6. ↑  American FactFinder. Бюро перепису населення США. Архів оригіналу за 21 травня 2008. Процитовано 31 січня 2008.

| США | Це незавершена стаття з географії США. Ви можете допомогти проєкту, виправивши або дописавши її. |